# Dunkle Weichschildkröte
Die Dunkle Weichschildkröte (Nilssonia nigricans), auch Tempel-Weichschildkröte genannt, ist eine seltene Schildkrötenart aus der Gattung der Indischen Weichschildkröten. Sie zählt zu den großwüchsigen Weichschildkröten, die die Panzerlänge der Ganges-Weichschildkröte erreichen kann. Sie galt über lange Zeit als in der Wildnis ausgestorben, mit einem einzigen Vorkommen in einem Teich, der zu einem Schrein in Chittagong im Südosten von Bangladesch gehört. Dieser Bestand betrug 1986 dreihundert Individuen und wuchs bis 2015 auf mehr als 500 Tiere an. Seit dem Beginn des 21. Jahrhunderts wurden im indischen Bundesstaat Assam weitere Haltungen in Tempeln, aber auch mehrere natürliche Populationen entdeckt. Daher wird die Dunkle Weichschildkröte heutzutage nicht mehr als in der Natur ausgestorben, sondern als akut vom Aussterben bedroht betrachtet. Der trotz Verbots florierende Handel mit Schildkröten zum Verzehr oder zur Haltung als Haustiere und die Zerstörung der Habitate stellen große Bedrohungen der Art dar.

## Erscheinungsbild
Die Dunkle Weichschildkröte hat einen ovalen und flachen Panzer (Carapax) mit einer Länge von bis zu 91 Zentimeter. Der Carapax ist von oliver bis grauer Farbe in unterschiedlichen Schattierungen und hat eine deutlich sichtbare Netzzeichnung und einen schmalen gelben Rand. Seine Oberfläche hat eine eher raue Oberflächenstruktur. Der massige Kopf trägt ebenfalls eine Netzzeichnung, aber keine gelben oder orangen Flecken hinter den Augen und quer über die Schnauze. Das Plastron ist weiß bis hellgrau und hat vier große Schwielen. Juvenile Exemplare haben einen olivgrünen Carapax, der eine deutliche dunkle Netzzeichnung und vier bis sechs olivgrün-orange-schwarzbraune Augenflecke mit kleinen roten Punkten aufweist. Der gelbe Rand des Carapax ist im Vergleich zu adulten Exemplaren deutlicher sichtbar.
In der älteren Literatur wird von zwei Farbmorphen berichtet. Eine Farbmorphe habe einen kupferfarben glänzenden Rückenpanzer mit schwarzen Flecken und dunkle mit zunehmendem Alter nach. Der Bauchpanzer sei weiß, Kopfoberseite und Nacken grau. Schläfe und Oberlippe seien weiß gefleckt. Die zweite Farbmorphe habe demnach einen olivgrünen Rückenpanzer, auf dem ebenfalls dunkle Flecken sind. Bei dieser Morphe sei der Kopf auf der Oberseite grauoliv, Schnauze, Nacken und die Partie über den Augen seien dagegen dunkelgelb. In der jüngeren Literatur wird die Unterscheidung der Farbmorphen nicht mehr aufgegriffen. Sie beruht möglicherweise auf historischen Beschreibungen, die auch auf falschen Identifizierungen gründen können.
Der schottische Zoologe John Anderson beschrieb die Art 1875 folgendermaßen: Der Rückenpanzer ist olivgrün mit schwarzen und rostbraunen Flecken. Kopf, Hals und Außenseiten der Gliedmaßen sind fast schwarz, die beiden vorderen Drittel der Oberlippe sind weiß und über dem Ohr befindet sich ein weißer Fleck. Der Bereich zwischen Hals und Vorderbeinen ist weißlich und es befinden sich einige weiße Flecke am Rand des Panzers. Der Kopf hat eine netzartige Zeichnung und vor und über den Augen befinden sich schwarze Streifen, die auf der dunklen Grundfarbe kaum zu erkennen sind. Die Unterseiten von Kopf und Hals sind fast schwarz, auf dem Plastron und dem Schwanz befinden sich dicht angeordnete dunkelpurpurne Flecken. Die Klauen sind gelb.
Andersons Landsmann Nelson Annandale gab hingegen vierzig Jahre später folgende Beschreibung ab: kupferfarbener Carapax mit dunkler Marmorierung. Kopf und Gliedmaßen dunkel lehmfarben, aber stets mit Schlamm bedeckt. Oberseite und Seiten des Kopfes leuchtend blaugrün mit einer gelben Zeichnung um Augen und Nasenlöcher, der Rest mit einer kräftigen Netzzeichnung in schwarz oder dunkelgrün. Sehr alte Schildkröten haben schwarze Köpfe mit grüner Punktzeichnung, die bei fortschreitendem Alter verblasst.
Aus heutiger Sicht erscheint es wahrscheinlich, dass farbliche Veränderungen altersbedingt sind, wobei der olivgrüne Panzer juveniler Tiere sich über das Schwarzbraun subadulter Tiere zu einem sehr dunklen Grau bei adulten Exemplaren verändert, das bei sehr alten Tieren wieder aufhellt.
Der Sexualdimorphismus ist nur schwach ausgeprägt, Männchen haben einen längeren Carapax und einen längeren und dickeren Schwanz. Von der sehr ähnlichen Pfauenaugen-Weichschildkröte unterscheidet sich die Dunkle Weichschildkröte durch die rauere Oberfläche des Carapax und den größeren Kopf mit einer deutlich weniger stark ausgeprägten Netzzeichnung und die fehlenden gelben oder orangen Flecke hinter den Augen und über der Schnauze.

## Lebensweise
Dunkle Weichschildkröten sind tagaktiv, leben aber versteckt und werden im Winter nur gelegentlich beim Sonnen auf Sandbänken gesehen. Ihre Habitate liegen in den Flüssen ihres Verbreitungsgebiets, natürliche Vorkommen in stehenden Gewässern sind nicht bekannt. Auch über ihre Ernährung in der Natur ist nichts bekannt. Andere Arten der Gattung lauern im Schlamm eingegraben auf Beute und ernähren sich vor allem von Fischen. Ein Gelege enthält in der Natur sechs bis 38 kugelförmige Eier. Die Schlupfrate ist im Vergleich zu anderen Schildkrötenarten mit nur sechs Prozent ausgesprochen gering.
Die im Teich des Bistāmī-Schreins in Chittagong gehaltenen Tempel-Weichschildkröten zeigen ein den Beschränkungen des Habitats angepasstes Verhalten. Den Tag verbringen sie überwiegend eingegraben im Schlamm des Teichs. Während der Nacht begeben sie sich auf einen Hügel unmittelbar neben dem Teich, der auch in der Zeit von Mitte Februar bis Mitte März bei Regenwetter zur Eiablage genutzt wird. Der Hügel hat eine Fläche von etwa 300 Quadratmetern, der Boden ist sandig bis sandig und lehmig mit einem pH-Wert von 7,5 und einer Feuchtigkeit von 35,8 Prozent.
Bei der Schildkrötenpopulation des Tempels ist auffällig, dass die eierlegenden weiblichen Schildkröten mit einer durchschnittlichen Carapaxlänge von 48,2 Zentimeter und einem Gewicht von 12,6 Kilogramm deutlich kleiner sind, als jene Weibchen, die keine Eier legen. Sie haben eine Carapaxlänge von durchschnittlich 63,5 Zentimeter und ein Gewicht von 27,6 Kilogramm. Ein zur Eiablage bereites Weibchen verlässt den Teich am späten Nachmittag und begibt sich auf den Hügel. Nach 25 bis 60 Minuten der Suche nach einem geeigneten Platz zur Eiablage gräbt sie innerhalb von weiteren zehn bis zwanzig Minuten eine Nistgrube mit einem Durchmesser und einer Tiefe von 15 bis 20 Zentimeter. Anschließend legt sie binnen fünf bis fünfzehn Minuten 10 bis 38 runde, weiße Eier ab, die einen Durchmesser von 3,2 bis 3,6 Zentimeter und ein Gewicht von 20 bis 29 Gramm haben. Die Größe des Geleges ist von der Körpergröße der Schildkröte abhängig. Das Zuschütten der Nistgrube benötigt fünf bis zehn Minuten, dann geht die Schildkröte zurück in den Teich.
Die Zeitdauer, bis aus den Eiern Jungtiere schlüpfen, beträgt zwischen 73 und 108 Tagen. Der Schlüpfzeitpunkt fällt mit dem Einsetzen des Monsuns zusammen. Durch den Regen ist dann der Boden aufgeweicht. Frisch geschlüpfte Jungtiere wiegen zwischen 14 und 19 Gramm, bei einer Carapaxlänge von 4,5 bis 5,1 Zentimeter. Obgleich der Boden als geeignet erscheint und jährlich Eier gelegt werden, ist die Schlupfrate sehr gering und die Sterblichkeit der jungen Schildkröten hoch. In einer 1985 durchgeführten Studie schlüpften aus etwa 40 Prozent der Eier in den Nestern Schildkröten, während es in einer Aufzuchteinrichtung 70 Prozent waren. Die Zahl der jährlich nachgewiesenen abgelegten Eier schwankt stark und betrug von 2010 bis 2015 zwischen 142 und 567 Eier, von denen 18 bis 101 schlüpften. Obgleich der Bistāmī-Schrein eingezäunt ist, kommt es zu Verlusten der Gelege durch Prädatoren, von denen Dickschnabelkrähen, Haushunde und Hauskatzen beim Raub von Eiern beobachtet wurden. Goldschakale, Rohrkatzen, Zibetkatzen und Mangusten werden ebenfalls als Gefährdung gesehen. Gelegentlich kommt es zur Zerstörung von Gelegen durch Menschen.
Zu Beginn des 20. Jahrhunderts wurde das Alter der ältesten Schildkröten des Schreins auf 150 Jahre geschätzt, die Angabe basierte auf Befragungen der Anwohner. Aktuellen Angaben der Schreinverwaltung zufolge können die ältesten Schildkröten 150 bis 200 Jahre alt sein.

## Verbreitung
Der Typenfundort ist ein Teich, der zum Schrein des Bāyazīd Bistāmī (22° 23′ 20″ N, 91° 48′ 36″ O) gehört. Er befindet sich in der Upazila Hathazari, in unmittelbarer Nähe der Stadt Chittagong. Erst im 21. Jahrhundert wurde eine Anzahl weiterer Haltungen in Tempeln im indischen Bundesstaat Assam bekannt, diese Tiere waren zuvor als andere Arten der Gattung identifiziert worden. Darüber hinaus wurden an mehreren Stellen im Einzugsgebiet des Brahmaputra, ebenfalls in Assam, natürliche Populationen der Dunklen Weichschildkröte nachgewiesen. Aus Bangladesch sind nur zwei Nachweise der Dunklen Weichschildkröte in der Natur bekannt.
Mit DNA-Barcoding von Umwelt-DNA kann seit wenigen Jahren auch ohne Sichtungen und Probenahmen von gefangenen Tieren die Gegenwart der Dunklen Weichschildkröte in einem Gewässer nachgewiesen werden. Für die nähere Zukunft wird der Nachweis weiterer Populationen erwartet.

### Natürliche Populationen in Nordostindien und Bangladesch
Natürliche Populationen der Dunklen Weichschildkröte kommen an verschiedenen Stellen im Einzugsgebiet des Brahmaputra im indischen Bundesstaat Assam vor. Im Kaziranga-Nationalpark (26° 40′ 0″ N, 93° 21′ 0″ O) lebt die erste innerhalb eines Naturschutzgebiets vorgefundene Population der Dunklen Weichschildkröte. Außerhalb der Nationalparks ist die Art äußerst selten und von Habitatzerstörung und Bejagung bedroht. Nachweise der Art gelangen auch im Manas-Nationalpark (26° 43′ 0″ N, 90° 56′ 0″ O), Pakke Wildlife Sanctuary (27° 5′ 0″ N, 92° 51′ 30″ O), Namdapha-Nationalpark (27° 38′ 59,4″ N, 96° 6′ 37,1″ O), Orang-Nationalpark (26° 33′ 24,5″ N, 92° 19′ 40,4″ O) und Nameri-Nationalpark (27° 0′ 36″ N, 92° 47′ 24″ O). Nähere Einzelheiten zu diesen Populationen sind nicht bekannt.
Im Rahmen einer phylogenetischen Untersuchung von Exemplaren der fünf Arten Indischer Weichschildkröten konnten zwei Exemplare aus Bangladesch als Dunkle Weichschildkröten identifiziert werden. Es handelte sich um den Carapax einer getöteten Schildkröte aus der Upazila Srimangal (24° 18′ 34,6″ N, 91° 43′ 31,8″ O) im Distrikt Moulvibazar der Division Sylhet im äußersten Nordosten von Bangladesch. Eine lebende Dunkle Weichschildkröte mit ungewöhnlich heller Farbe wurde in einem Graben in der Upazila Manikchhari (22° 50′ 4,9″ N, 91° 50′ 10″ O) im Distrikt Khagrachhari der Division Chittagong gefunden.

### Tempel-Weichschildkröten in Nordost-Indien

#### Bhairavi-Tempel in Guwahati
Im Bhairavi-Tempel oder Kamakhya-Tempel (26° 9′ 59,1″ N, 91° 42′ 19,8″ O) als Teil einer Tempelanlage um den Kamakhya-Tempel in Guwahati, der größten Stadt Assams, leben neben Tempel-Weichschildkröten Ganges-Weichschildkröten (Nilssonia gangetica) und Pfauenaugen-Weichschildkröten (Nilssonia hurum). Der Teich des Tempels hat eine Fläche von 0,33 Hektar, er liegt auf einer Höhe von 159 Meter über dem Meeresspiegel.

#### Hayagriva-Madhava-Tempel im Pilgerzentrum Hajo
Im Hayagriva-Madhava-Tempel (26° 14′ 38,8″ N, 91° 31′ 35″ O) im Pilgerzentrum Hajo, etwa 30 Kilometer westlich von Guwahati, leben neben den Tempel-Weichschildkröten ebenfalls Ganges-Weichschildkröten (Nilssonia gangetica) und Pfauenaugen-Weichschildkröten (Nilssonia hurum). Weitere hier gehaltene Arten sind Indische Klappen-Weichschildkröte (Lissemys punctata), Strahlen-Dreikielschildkröte (Geoclemys hamiltonii), Assam-Dachschildkröte (Pangshura sylhetensis), Indische Dachschildkröte (Pangshura tecta) und Indische Zeltschildkröte (Pangshura tentoria). Der Teich des Tempels hat eine Fläche von 1,33 Hektar, er liegt auf einer Höhe von 85 Meter, nach anderen Angaben 49 Meter über dem Meeresspiegel.
Bis 2007 war der Teich mit einer Anpflanzung von Kokospalmen umgeben. Nach deren Rodung wurden die unbefestigten Ufer des Teichs mit Betonkanten versehen. Die Zahl der gehaltenen Schildkröten betrug nach Angaben von Anwohnern mehr als 1000. Mit ihnen waren verschiedene Fischarten vergesellschaftet, so Cirrhinus mrigala, Labeo rohita und Labeo calbasu. Die Wasserqualität war schlecht, mit starker Algenblüte und dem Fehlen von natürlichem Bewuchs mit Wasserpflanzen. Die Fütterung der Schildkröten erfolgte durch Besucher mit Futterkeksen, die vom Tempel verkauft werden, und auch mit mitgebrachtem Futter. Trotz deutlicher Hinweise für die Besucher wurde häufig die Kunststoffverpackung des Futters in das Wasser des Teichs geworfen. Nach Angaben des Tempels wurden noch vor wenigen Jahren häufig Gelege von Schildkröten gefunden, deren Zahl hat aber nach der Befestigung der Ufer stark abgenommen.
2007 und 2008 wurde im Teich eine erhöhte Sterblichkeit unter den Schildkröten festgestellt, es wurden aber nur von den Weichteilen weitgehend befreite Kadaver gefunden, die keine Feststellung der Todesursache erlaubten. Bei der Untersuchung lebend gefangener Schildkröten wurde ein starker Befall mit Schildkrötenegeln der Gattung Ozobranchus festgestellt, eine nähere Bestimmung der Parasiten ist unterblieben. Als dringend erforderliche Maßnahmen zur Rettung der Population wurde die Reduzierung der Besatzdichte, die artgerechte Fütterung einschließlich des Einbringens von Futterpflanzen, die Renaturierung der Uferbereiche mit geeigneten Brutplätzen und das Schaffen von Bereichen zum Sonnen vorgeschlagen.

#### Nagshankar-Tempel in Biswanath
Im Nagshankar-Tempel (26° 43′ 29,3″ N, 92° 59′ 39,8″ O) wurde erstmals im Jahr 2017 mit Hilfe des DNA-Barcoding von Umwelt-DNA die Gegenwart der Tempel-Weichschildkröte nachgewiesen werden. Dieser Tempel hält nach eigenen Angaben etwa 1000 Schildkröten verschiedener Arten, die von Gläubigen stammen, in seinem Teich mit einer Fläche von 0,4675 Hektar. Der Teich ist infolge der stetigen Zufuhr neuer Schildkröten übervölkert und es herrscht ein starker Wettbewerb um das Futter. Den Tieren werden von den Gläubigen aus religiösen Gründen oft Kekse, Obst und Brotscheiben gereicht. Die Übervölkerung des Gewässers und die unangemessenen Fütterungen bedingen eine schlechte Wasserqualität, darüber hinaus fehlen zur artgerechten Haltung Plätze zum Sonnen.
Dutzende Schildkröten zahlreicher verschiedener Arten werden von Gläubigen alljährlich als Gabe an die Götter mitgebracht und dem Tempel übergeben oder dort ausgesetzt. Daher kommt es zur Vergesellschaftung von Arten, die in der freien Natur geografisch oder ökologisch voneinander getrennt sind. Viele der Schildkröten sind stark mit Hautpilzen infiziert, wodurch ihre Identifizierung in dem trüben Wasser zusätzlich erschwert wird.

#### Haltungen in nordindischen Tempeln ohne detaillierte Informationen
- Sarupeta: Teich eines Tempels (26° 49′ 0″ N, 91° 7′ 0″ O).[2]
- Tripura Sundari-Tempel (23° 53′ 0″ N, 91° 48′ 0″ O) in Udaipur im nordostindischen Bundesstaat Tripura.[10]
- Swaneswar-Tempel (26° 29′ 20,4″ N, 89° 31′ 37,2″ O) in Alipurduar, Westbengalen.[10]

### Tempel-Weichschildkröten in Chittagong (Bangladesch)

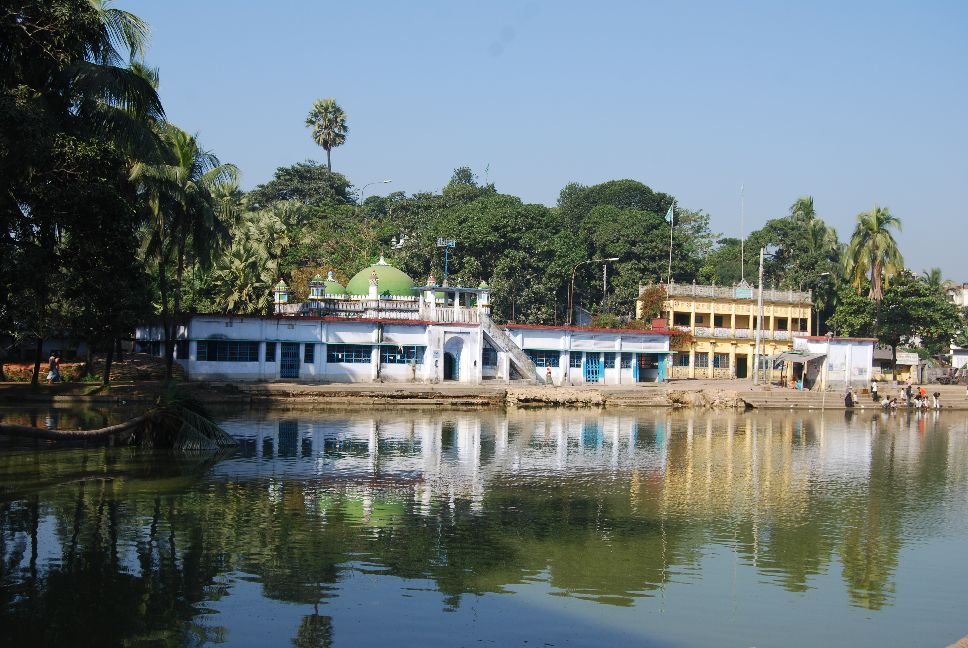
Teich am Schrein des Bāyazīd Bistāmī

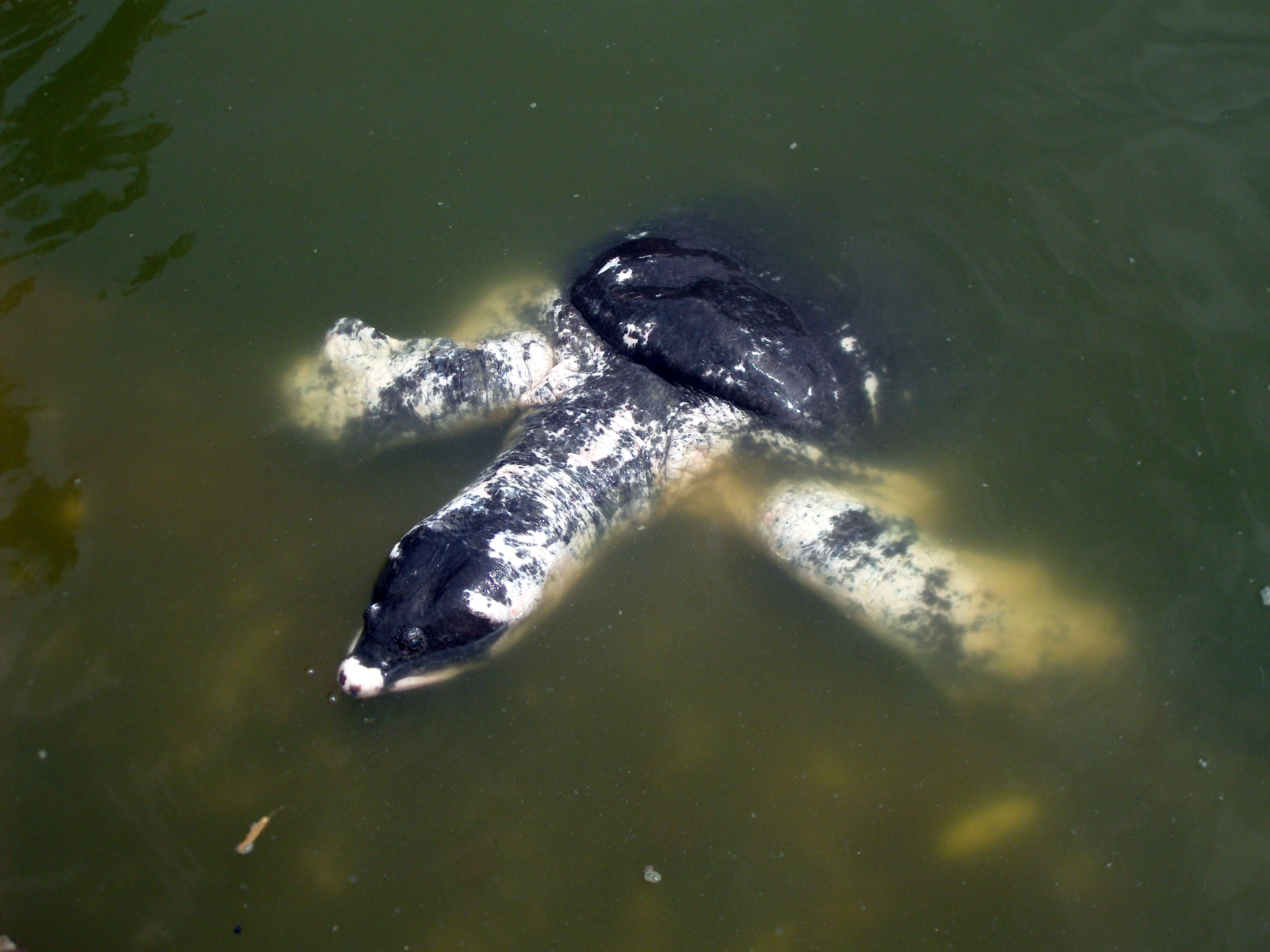
Tempel-Weichschildkröte im Teich des Schreins

Die Gefangenschaftspopulation lebt in einem Teich, der zum Schrein des Bāyazīd Bistāmī in Chittagong gehört. Bāyazīd Bistāmī war ein islamischer Mystiker des Sufismus. Entgegen dem Volksglauben, der den Schrein in Chittagong als Bistāmīs Grabstätte betrachtet, befindet sich das Grab tatsächlich in Bastam in der iranischen Provinz Semnan. Bistāmī war wahrscheinlich nie in Chittagong. Die Anlage umfasst neben einer alten Moschee auf einem etwa fünfzig Meter hohen Hügel einen 94,64 × 61,27 Meter großen rechteckigen Teich (0,58 Hektar) am Fuß des Hügels. Wahrscheinlich wurde der Teich bereits im 17. Jahrhundert angelegt und wiederholt erweitert. Der Teich ist stellenweise neun bis zehn Meter tief, nach anderen Angaben schwankt die Wassertiefe zwischen zweieinhalb Meter im Winter und fünf Meter während des Monsuns. Die Ufer sind betoniert. An jeder Seite läuft eine Treppe zum Ufer. Die Besucher und Pilger nutzen überwiegend die Treppe an der Westseite. Während der drei Wintermonate sinkt die Durchschnittstemperatur des Wassers auf 10 bis 14 °C, im Sommer steigt sie auf 32 °C. Bis in die 1980er Jahre gab es ein zweites Vorkommen in einem Wassergraben, der jedoch trockengelegt wurde.
Die Herkunft der Schildkröten ist unklar. Bereits 1912 und 1914 berichtete der schottische Herpetologe Nelson Annandale, dass die Tempelschildkröten so zahm seien, dass sie auf Zuruf zur Fütterung kämen. Die Schildkröten des Tempels haben eine große spirituelle Bedeutung. Der Pilgerreise zu den Schildkröten wird eine heilende Wirkung zugeschrieben, und der Verzehr von Schlamm vom Rücken der Schildkröten soll unfruchtbaren Frauen die Empfängnis ermöglichen. Es ist aber auch der Glaube verbreitet, die Tempel-Weichschildkröten seien die Nachfahren böser Geister, die den Zorn des Allmächtigen auf sich gezogen hatten und zur Strafe in Schildkröten verwandelt worden seien. Dennoch gelten sie als heilig und gehören nach Ansicht des Tempels nicht in die freie Natur. Der Schrein gibt grundsätzlich keine Schildkröten ab und behindert die Erforschung der Population. Das hat die Auswilderung und den Aufbau von Populationen außerhalb des Schreins bis heute verhindert. Aberglaube ist möglicherweise auch der Grund dafür, dass es einen Giftanschlag auf den Teich mit der Folge eines massiven Fischsterbens gegeben hat. Der Schrein beschäftigt 31 Personen mit der Versorgung der Schildkröten und der Pflege des Teichs und des angrenzenden Brutbereichs. In dem Teich ist das Angeln verboten, daher lebt eine große Zahl von Fischen in dem Gewässer.
Die Population betrug 1986 etwa 320 Exemplare, von denen 54 Prozent adulte Männchen, 36 Prozent adulte Weibchen und 10 Prozent juvenile Tiere waren. 1998 wurde die Population auf 400 Exemplare geschätzt. Nach einer 2018 veröffentlichten Zählung waren 467 Individuen vorhanden, was einen leichten Anstieg seit 2014 bedeutet. Im Schrein steht bei einem Besatz mit 500 Tieren jeder Schildkröte eine Wasserfläche von weniger als 12 Quadratmeter zur Verfügung, hinzu kommen etwa 0,6 Quadratmeter Landfläche pro Tier. Die in den letzten Jahren zunehmende Population führt dazu, dass den einzelnen Tieren immer weniger Platz zur Verfügung steht. Zudem fehlt dem Lebensraum eine Reihe wichtiger Elemente, die für eine artgerechte Haltung unverzichtbar sind. So können die Schildkröten nur den Rand des Teichs als Plätze zum Sonnen und damit zur Regulierung der Körpertemperatur nutzen, da der mögliche Aufenthalt im Brutbereich tagsüber wegen der großen Distanz zum Rückzugsraum des Teichs nicht angenommen wird. Um den Teich herum sind nur wenige Schatten spendende Bäume angeordnet, so dass ein Rückzug vor der prallen Sonne erschwert wird. Schließlich fehlen geeignete Verstecke völlig. Die Ufer des Teichs sind verschmutzt, der Teich selbst ist hingegen sauber.
Die jungen Schildkröten nehmen täglich Futter auf, ältere kommen mit drei bis vier Fütterungen wöchentlich aus. Die Schildkröten erhalten wöchentlich von Besuchern und Mitarbeitern des Schreins jeweils 1 bis 1,5 Kilogramm Futter, das sich aus Brot, Reis und Obst zusammensetzt. Mehrere Stände in der Nähe bieten hierfür Garnelen, Fische, Brot, Reis, Teeblätter und Bananen an. Auch Fische oder ihre Kadaver und Unterwasserpflanzen werden verzehrt. Die Überfütterung kann die Fruchtbarkeit beeinträchtigen und zu anderen Gesundheitsstörungen führen. Darüber hinaus ist die große Zahl von Besuchern eine permanente Störung, die ebenfalls negative Auswirkungen haben kann. Das Gelände des Schreins liegt abseits der Wohnbebauung, so dass keine Beeinträchtigung durch Anwohner erfolgt und zumindest die Möglichkeit der Erweiterung des Geländes besteht.
2003 nahm die Schreinverwaltung eine umfangreiche Sanierung des Teichs vor. Das Wasser wurde zum größten Teil abgepumpt, der Schlamm vom Boden entfernt und die Wände und die Treppen um den Teich erneuert. 2006 wurde das Wasser des Teichs von Unbekannten vergiftet. Alle Fische starben, die Schildkröten konnten von der Schreinverwaltung vorübergehend an einen sicheren Ort gebracht werden. Über einen Zeitraum von zwei Monaten wurde das Wasser abgepumpt und durch Frischwasser ersetzt. Als der Teich wieder benutzbar war, wurden die Schildkröten zurückgebracht und die Sicherheitsvorkehrungen verstärkt.

## Gefährdung und Schutz
Die Dunkle Weichschildkröte galt lange Zeit als eine der seltensten Schildkröten der Welt. Sie wurde von der IUCN als in der Natur ausgestorben betrachtet und war nur von der Population im Bistāmī-Schrein in Chittagong bekannt. Die wildlebenden Tiere werden häufig mit anderen Arten verwechselt und sind durch die Zerstörung ihrer Habitate bedroht. Daneben ist die Dunkle Weichschildkröte vor allem durch den trotz Verboten und drastischen Strafandrohungen weiter ausgeübten Fang und Handel sowie durch das Aufsammeln der Gelege bedroht. Weitere Gefährdungen bestehen durch die geringe Größe der Populationen und die kleinen besiedelten Flächen, Krankheitsausbrüche und vergleichsweise geringe Eingriffe in den Naturhaushalt können rasch ganze Populationen gefährden.
Der Schutz ihrer Brutgebiete und Maßnahmen gegen die Wilderei sind dringend erforderlich. Die Populationen in den Tempeln können wertvolle Hilfe bei der Zucht in Gefangenschaft leisten.
In ihren Roten Listen von 1996 und 2000 bezeichnete die IUCN die Dunkle Weichschildkröte noch als vom Aussterben bedroht ein (CR – Critically Endangered). Die letzte formale Beurteilung der Gefährdung durch die IUCN führte 2002 zur Einstufung als in der Natur ausgestorben (EW – Extinct in the Wild). Seither hat keine neue Beurteilung stattgefunden. Der Turtle Conservation Fund (TCF) und andere Naturschutzorganisationen, die ebenfalls das von der IUCN entwickelte Schema zur Beurteilung des Aussterberisikos anwenden, stufen die Dunkle Weichschildkröte als vom Aussterben bedroht ein (CR).
Die Dunkle Weichschildkröte ist im Anhang I des Washingtoner Artenschutzübereinkommens (CITES) aufgeführt. Wildtiere dürfen nicht gehandelt werden, Nachzuchten unterliegen starken Handelsbeschränkungen, und für die Haltung ist in den CITES-Vertragsstaaten der Nachweis der legalen Einfuhr oder der Nachzucht von legal eingeführten Tieren erforderlich. Die EU-Artenschutzverordnung (Verordnung (EG) Nr. 338/97) führt die Dunkle Weichschildkröte im Anhang A auf.
Schildkröten werden in Bangladesch durch den Bangladesh Wildlife Protection Act, 1973 und den Bangladesh Wildlife Conservation Amendment Act von 1974 geschützt. Seit 1998 ist der Fang und Handel von wildlebenden Schildkröten vollständig verboten. Dennoch werden auch seltene und vom Aussterben bedrohte Schildkröten weiter gehandelt, darunter wegen ihres besonders wohlschmeckenden Fleischs auch nahe Verwandte der Dunklen Weichschildkröte.
In Indien ist die Dunkle Weichschildkröte in Schedule IV des Indian Wildlife (Protection) Act von 1972 aufgeführt. Ungeachtet des Verbots gibt es in der größten Stadt Assams, Guwahati, weiter einen Handel mit Schildkröten, zur Nutzung des Fleischs und als Haustiere. Örtliche Fischer berichteten um 2010 von einem Rückgang der Zahl gefangener Tiere.
Auch die indischen Populationen der Dunklen Weichschildkröte werden für den lokalen Fleischhandel bejagt. Dabei ist von besonderer Bedeutung, dass die früher streng beachteten Tabus, mit denen die indigenen Völker auch den Schutz der natürlichen Ressourcen sicherstellten, zunehmend an Bedeutung verlieren. An ihre Stelle trat vielfach eine rücksichtslose Ausbeutung. Angehörige indigener Völker jagen nicht mehr nur die Schildkröten für den eigenen Bedarf, sondern plündern auch die Gelege zum Verzehr der Eier und zum Verkauf auf den lokalen Märkten.
Seit 2002 wird in Chittagong die Auswilderung nachgezogener Schildkröten angestrebt. Das für die Versorgung der Schildkröten verantwortliche Personal des Bistāmī-Schreins besitzt allerdings nur grundlegende Kenntnisse in der Tierpflege und die Zahl der Jungtiere konnte nicht so weit gesteigert werden, dass eine Auswilderung möglich ist. Eine verbesserte Ausbildung der Tierpfleger soll hier Abhilfe schaffen.
Bezogen auf die indischen Tempel, in denen Schildkröten gehalten werden, wird hervorgehoben, dass sie eine wichtige Rolle in der Ex-situ-Arterhaltung einnehmen könnten. Dies vor allem wegen des Schutzes, der den heiligen Tieren in den hinduistischen Tempelanlagen gewährt wird. Seit 2013 versuchen indische Naturschützer, die Haltungsbedingungen der Tempel-Weichschildkröten in ausgewählten Tempeln in Indien zu verbessern. Es wird angestrebt, mit den Populationen der Tempel ein Erhaltungszuchtprogramm zu beginnen und Auswilderungen vorzunehmen.

## Systematik
Nilssonia nigricans ist eine von etwa einem halben Dutzend Arten der Gattung Indische Weichschildkröten (Nilssonia). Sie gehört mit etwa dreißig Arten in zehn Gattungen der Unterfamilie Gewöhnliche Weichschildkröten (Trionychinae) an. Mit sieben weiteren Arten in der Unterfamilie Klappen-Weichschildkröten (Cyclanorbinae) bildet sie die Familie Weichschildkröten (Trionychidae), die wiederum mit einer zweiten monotypischen Familie die Überfamilie Weichschildkrötenverwandte (Trionychoidea) bildet. Damit gehört Nilssonia nigricans in die Unterordnung Halsberger-Schildkröten (Cryptodira), die sich durch die Fähigkeit auszeichnen, ihren Kopf in aufrechter Haltung in den Panzer zurückziehen zu können. Die Halsberger-Schildkröten sind die deutlich größere der beiden Unterordnungen der Schildkröten.
Basierend auf phylogenetischen und molekulargenetischen Untersuchungen wurden die Gattung Aspideretes 2007 mit der bis dahin mit Nilssonia formosa monotypischen Gattung Nilssonia synonymisiert. Innerhalb der Gattung ist die Dunkle Weichschildkröte das Schwestertaxon der Pfauenaugen-Weichschildkröte (Nilssonia hurum). Dieser Klade steht eine Klade aus der Ganges-Weichschildkröte (Nilssonia gangetica) und Leiths Weichschildkröte (Nilssonia leithii) gegenüber. Die Klade mit diesen vier Arten ist das Schwestertaxon von Nilssonia formosa.

### Synonyme und Falschschreibungen
- Trionyx nigricans Anderson, 1875
- Amyda nigricans Mertens, Müller & Rust, 1934
- Aspideretes nigrican Meylan, 1987
- Trionix nigricans Richard, 1999
- Aspideretes nigricans (Anderson, 1875)